# 935 TCN
935 TCN là một năm trong lịch La Mã.